# Бабельсберг (футбольний клуб)
«Ба́бельсберг» (нім. «SV Babelsberg 03») — німецький футбольний клуб з Бабельсберга. Заснований у 1903 році. Домашні матчі команда проводить на Стадіоні Карла Лібкнехта, що вміщує 10787 глядачів. Найбільшим досягненням клубу є 18 місце у другій Бундеслізі.